# Gurkovska Cove
Die Gurkovska Cove (englisch; bulgarisch залив Гурковска saliw Gurkowska) ist eine 3 km breite und 2,5 km lange Bucht am östlichen Ausläufer von Elephant Island im Archipel der Südlichen Shetlandinseln. Sie liegt südwestlich des Kap Valentine sowie nordöstlich des Walker Point und wurde durch den Rückzug der Eismassen des Bergkessels The Stadium zu Beginn des 21. Jahrhunderts freigelegt.
Britische Wissenschaftler kartierten sie 2009. Die bulgarische Kommission für Antarktische Geographische Namen benannte sie 2016 nach Julija Gurkowska, einer Teilnehmerin an der 2. Bulgarischen Antarktisexpedition (1993–1994).